# Esbo
Esbo (['ɛsbɔ]
 ( lyssna); finska: Espoo) är en kommun (stad) i landskapet Nyland i Finland. Esbo är beläget vid Finska viken och gränsar i öster till Helsingfors och Vanda, i väster till Kyrkslätt och i norr till Vichtis och Nurmijärvi. Esbo bildar huvudstadsregionen (som också ingår i Storhelsingfors) med grannstäderna Helsingfors, Grankulla och Vanda, som tillsammans har 1,2 miljon invånare. Staden Grankulla utgör en enklav inuti Esbo. Esbo är landets näst största stad med 300 748 invånare (30 juni 2022). Esbos sammanhängande bebyggelse ingår i huvudsak i Helsingfors tätort, och kommunen omfattar även tätorten Gunnars samt delar av tätorterna Kolmiranta och Klövskog. Staden är indelad i storområden och stadsdelar (se nedan).
Aalto-universitetet har sitt huvudcampus i Otnäs, Esbo. Många stora företag har sina huvudkontor i Esbo, bland annat Nokia.

## Historia
De första invånarna flyttade till Esbo redan för 9 000 år sedan och permanent bosättning har funnits på området åtminstone sedan 1100- och 1200-talen. Den viktiga Kungsvägen från Åbo till Viborg har gått genom staden sedan 1200-talet, då den svenska kolonisationen av Esbo inleddes. Namnet Esbo härstammar troligen från det gamla svenska ordet äspe för ’aspskog’ och ’å’, alltså asp(skog)-å. Namnet omtalas första gången 1421 i formen ”Espa”. Även de flesta bynamnen har svenskt ursprung. Esbo församling avskildes från Kyrkslätts kapell år 1458, och Esbo gråstenskyrka härstammar från 1480-talet. Den är också Esbos äldsta byggnad.

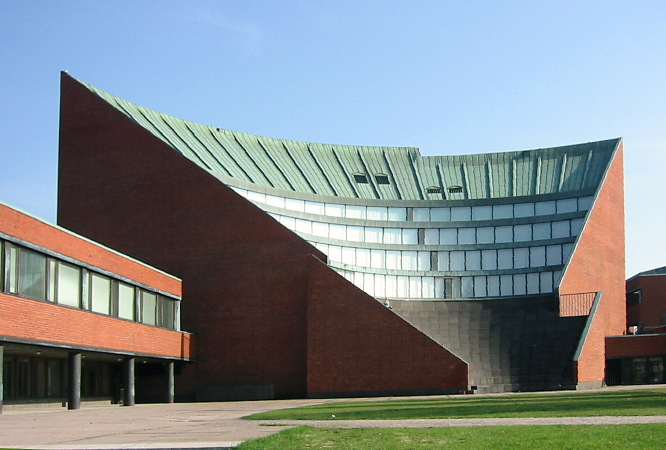
Tekniska högskolans auditorium planerad av Alvar Aalto

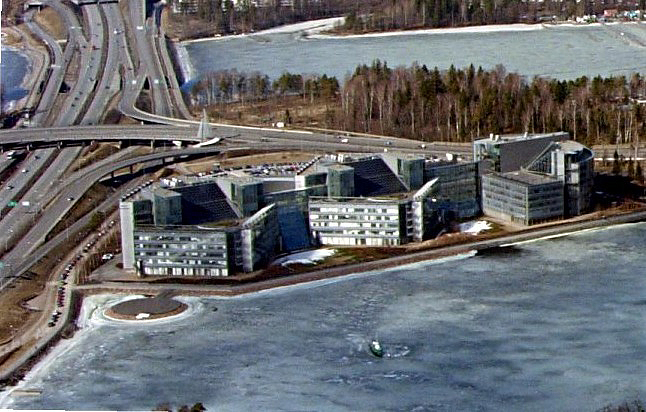
Nokias huvudkontor i Esbo

År 1920 hade Esbo 9 000 invånare, varav 70 procent hade svenska som modersmål och 75 procent arbetade inom jordbruket. Grankulla villasamhälle avskildes från Esbo landskommun och blev en separat köping år 1920. På 1940- och 1950-talen började Esbo växa kraftigt som en förort till Helsingfors, och landsortskommunen växte till en handels- och industristad. Esbo blev köping år 1963 och blev upphöjd till stad år 1972. Esbo växte från 22 000 invånare till 210 000 invånare mellan 1950 och 2000. Finlandssvenskarna utgör i dag cirka nio procent (20 000 personer) av Esbos befolkning.

### Administrativ historik
1 januari 1994 tillfördes ett område med 35 invånare från Vichtis kommun.

## Geografi
Esbo är indelat i 7 storområden och 56 stadsdelar. Esbo är en märkvärdig stad på så sätt att staden inte har något egentligt centrum som är mera betydande än andra centra. Man säger att Esbo har fem skilda centra:
- Esbo centrum, som är administrativt centrum,
- Hagalund, som är kulturellt centrum,
- Alberga, med Sello köpcentrum,
- Mattby, med köpcentret Iso Omena i norra Mattby, och
- Esboviken

Helsingfors centrum har en stor betydelse för hela Esbo.

### Storområden och stadsdelar

Esbos stadsdelar och angränsande kommuner.

Norra Esbo

Bodom ·  Kalajärvi ·  Gunnars ·  Lahnus ·  Lakisto ·  Luk ·  Nipert ·  Grundbacka ·  Rödskog ·  Gammelgård ·  Vällskog
Gamla Esbo

Esbo centrum ·  Gumböle ·  Högnäs ·  Träskända ·  Björnkärr ·  Karvasbacka ·  Stadsberget ·  Kolmpers ·  Kurängen ·  Morby ·  Nupurböle ·  Noux ·  Siikajärvi ·  Gamla Noux ·  Käringmossen
Stor-Alberga

Karabacka ·  Kilo ·  Dalsvik ·  Alberga ·  Fågelberga ·  Klappträsk ·  Smedsby ·  Gröndal
Stor-Köklax

Esbogård ·  Köklax ·  Kurtby ·  Fantsby
Stor-Hagalund

Gäddvik ·  Bredvik ·  Mankans ·  Ängskulla ·  Otnäs ·  Norra Hagalund ·  Hagalund ·  Westend
Stor-Mattby

Hemtans ·  Mattby ·  Olars
Stor-Esboviken

Esboviken ·  Kaitans ·  Ladusved ·  Nöykis ·  Bastvik ·  Sökö ·  Sommaröarna

### Byar och platser
- Backby (finska: Pakankylä)

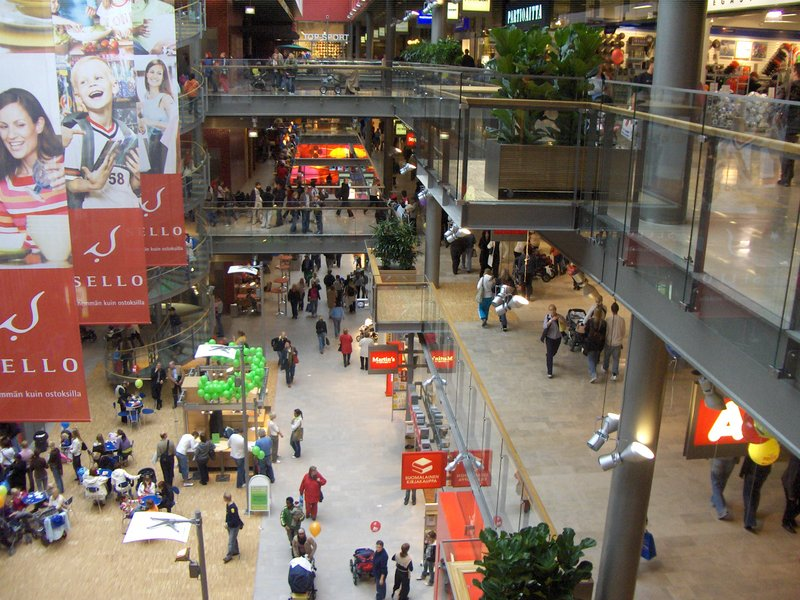
Sello köpcentrum

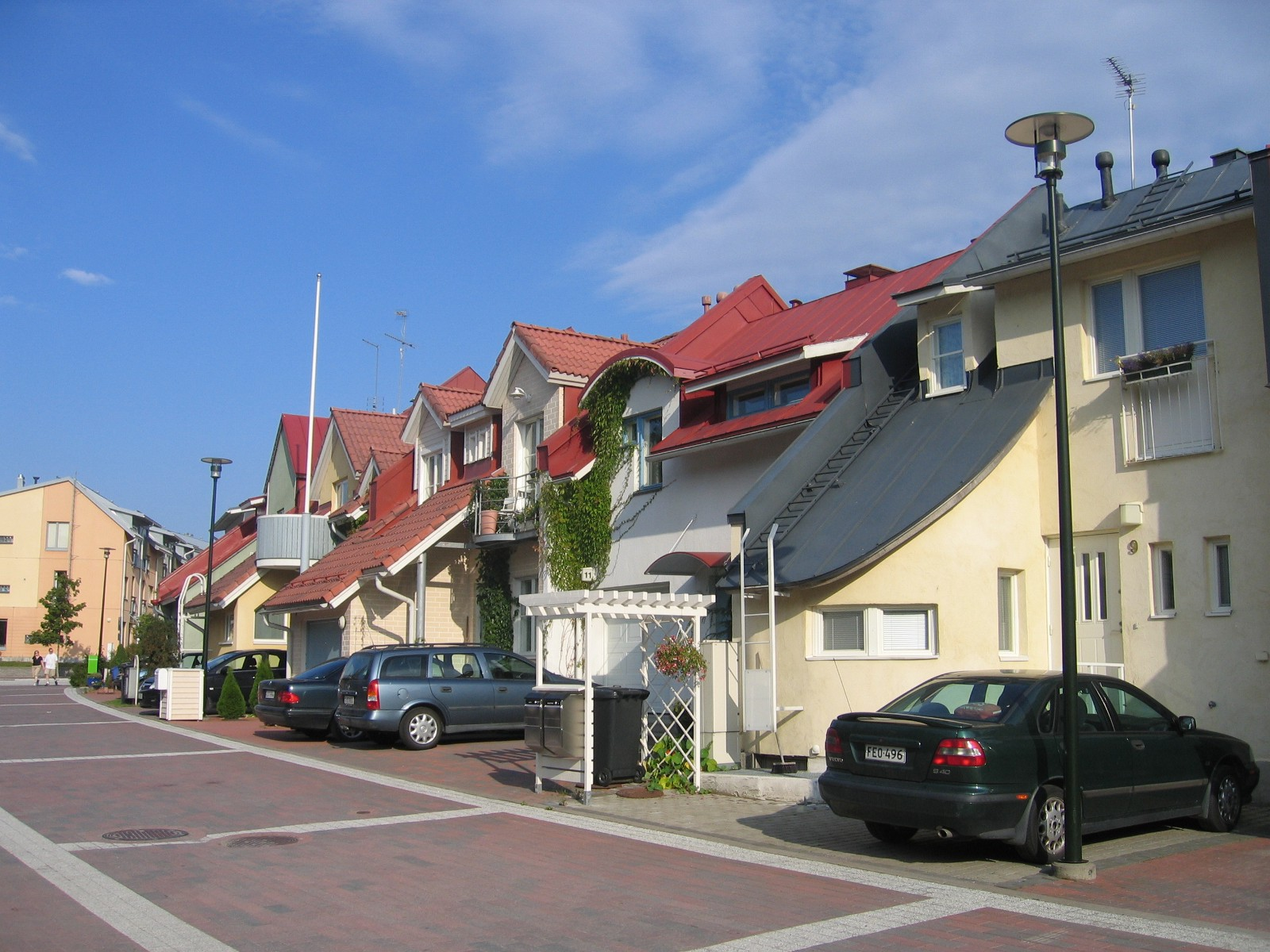
Säterinmetsä småhusområde

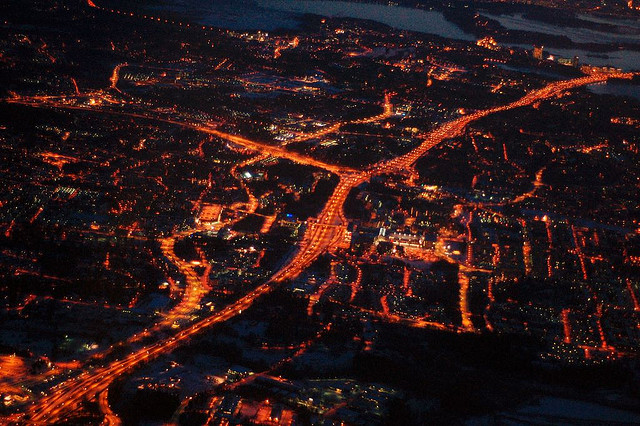
Esbo från luften

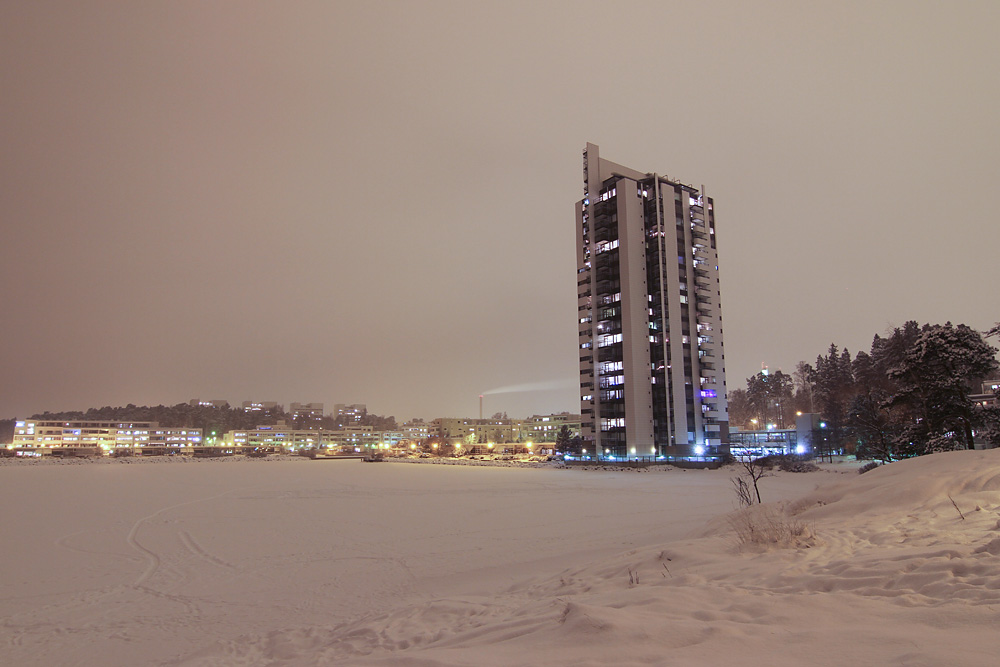
Stensvik på vintern

- Bergans (en del av Alberga, finska: Perkkaa)
- Björkmankans (del av Norra Hagalund, finska: Koivu-Mankkaa)
- Björnholm (en udde i Westend, där motorvägen Västerleden går, finska: Karhusaari)
- Boställsbacken (del av Alberga, finska: Puustellinmäki)
- Bruksstranden (del av Bredvik, finska: Ruukinranta)
- Bölsby (finska: Pyöli)
- Estmalmen (del av Nöykis, finska: Eestinmalmi)
- Fölisholmen (holme, finska: Varsasaari)
- Karlö (en ö, finska: Miessaari)
- Karlöfjärden (finska: Miessaarenselkä)
- Kytö (uttalas tjy:tö, holme)
- Kytökäringen (skär)
- Lövöarna (holmar, finska: Lehtisaaret)
- Mössenholmen (en holme, finska: Vehkasaari)
- Niemis (finska: Niemelä)
- Sperrings (en by, finska: Perinki)
- Storhoplax (finska: Iso Huopalahti)
- Tvihjälp (holme)
- Urberga (finska: Vuorela)
- Svinö sund (finska Suino)

## Styre och politik

### Mandatfördelning i Esbo, valen 1964–2025
Statistik över kommunalval i Finland finns tillgänglig för enskilda kommuner från valet 1964 och framåt. Publikationen över kommunalvalet 1968 var den första som redovisade komplett partitillhörighet.
| 9 | 16 | 22 |

| 6 |  | 14 |  | 2 | 6 | 6 | 11 |

| 8 | 16 |  | 7 | 6 | 15 |

| 9 | 17 |  | 7 | 7 |  | 22 |  |

| 8 | 17 |  | 5 | 7 |  | 25 |  |

| 3 | 15 | 7 | 4 |  |  | 8 |  | 26 |

| 3 |  | 15 | 4 | 3 |  | 3 |  | 8 |  | 27 |

| 4 | 14 | 11 | 5 |  | 8 |  | 21 |

| 3 | 14 | 8 | 3 |  | 4 | 8 |  | 24 |

| 4 | 13 | 11 |  | 4 | 7 |  | 25 |

| 32 | 35 |

| 3 | 13 | 9 | 3 | 4 | 7 |  | 26 |

| 30 | 37 |

|  | 9 | 11 |  | 7 | 3 | 6 |  | 26 |

| 33 | 34 |

|  | 10 | 13 | 10 |  | 7 |  | 29 |

| 35 | 40 |

|  | 10 | 17 | 7 |  |  | 6 |  | 26 |

| 33 | 42 |

|  | 10 | 14 | 8 |  | 6 |  |  | 28 |

| 28 | 47 |

|  | 14 | 15 | 4 |  | 6 |  | 28 |

### Vänorter
Esbo har följande vänorter:
- Esztergom, Ungern
- Irving, Texas, USA
- Kongsberg, Norge
- Kristianstad, Sverige
- Køge, Danmark
- Nõmme, Estland
- Shanghai, Kina
- Skagafjörður, Island

Esbo har också en partnerstad:
- Kryvyj Rih, Ukraina

## Ekonomi och infrastruktur

### Näringsliv
Det stora telekommunikationsföretaget Nokia har sitt huvudkontor i Esbo. I och med att Aalto-universitetet ligger i staden har det också vuxit upp en stark it-industri med diverse mjukvaruföretag här.  Likaså har hisstillverkaren Kone sitt huvudkontor i staden. Vidare kan nämnas företag som Huhtamäki, M-Real, Tieto och Outokumpu.
Näringslivet är relativt starkt kopplat till huvudstaden Helsingfors, och många vill se städerna som en helhet, Huvudstadsregionen.

### Infrastruktur

#### Vägar
1 Åboleden

51 Västerleden

50 Ring III

101 Ring I

102 Ring II

110 Åbovägen

114 Knektbron
120 Vichtisvägen

1130 Lappbölevägen, Köklaxleden

#### Kollektivtrafik

##### Tåg
- Kustbanan Åbo-Helsingfors går genom Esbo och trafikeras med pendeltåg
- Västmetron, som är en förlängning av Helsingfors metro, invigdes 18 november 2017[8]

##### Buss
- Esbo interna busstrafik: tre-siffriga busslinjer, till exempel 241 och 543
- Helsingfors regionala busslinjer, tresiffriga busslinjer, till exempel 109 längs Västerleden, 210 längs Åboleden, 321 längs Vichtisvägen.
- Busslinjer som passerar flera av huvudstadsregionens städer, kallas regionlinjer. Likadana nummer som på Esbos interna busstrafik.
- Fjärrbussar

## Demografi

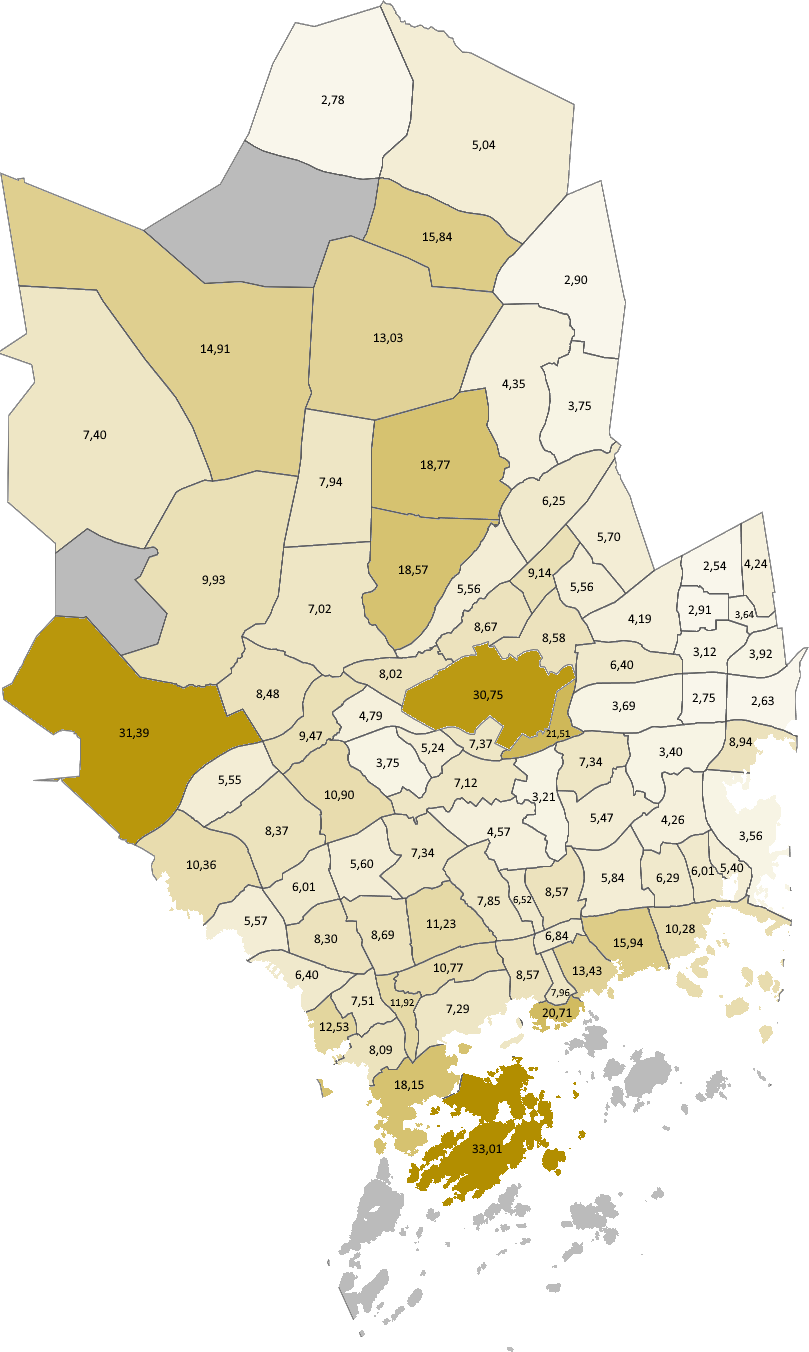
Andelen svenskspråkiga enligt småområde.

### Befolkningsutveckling
| Befolkningsutvecklingen i Esbo stad 1975–2020                                                                | Befolkningsutvecklingen i Esbo stad 1975–2020 | Befolkningsutvecklingen i Esbo stad 1975–2020 | Befolkningsutvecklingen i Esbo stad 1975–2020 | Befolkningsutvecklingen i Esbo stad 1975–2020 |
| --- | --------------------------------------------- | --------------------------------------------- | --------------------------------------------- | --------------------------------------------- |
| |                                               |                                               |                                               |                                               |
| År |                                               |                                               | Folkmängd                                     |                                               |
| 1975 | 1975                                          |                                               | 120 632                                       |                                               |
| 1980 | 1980                                          |                                               | 137 409                                       |                                               |
| 1985 | 1985                                          |                                               | 156 778                                       |                                               |
| 1990 | 1990                                          |                                               | 172 629                                       |                                               |
| 1995 | 1995                                          |                                               | 191 247                                       |                                               |
| 2000 | 2000                                          |                                               | 213 271                                       |                                               |
| 2005 | 2005                                          |                                               | 231 704                                       |                                               |
| 2010 | 2010                                          |                                               | 247 970                                       |                                               |
| 2015 | 2015                                          |                                               | 269 802                                       |                                               |
| 2020 | 2020                                          |                                               | 292 796                                       |                                               |
| Anm: Uppgifterna avser förhållandena den 31 december nämnda år enligt områdesindelningen den 1 januari 2022. |                                               |                                               |                                               |                                               |

### Språk
Befolkningen efter språk (modersmål) den 31 december 2022. Finska, svenska och samiska räknas som inhemska språk då de har officiell status i landet. Resten av språken räknas som främmande. För språk med färre än 10 talare är siffran dold av Statistikcentralen på grund av sekretesskäl. Språk med färre än 1 000 talare har räknats ihop för att minska tabellens storlek.
| Språk                                          | Talare 2022-12-31 | Talare 2022-12-31 |
| Språk                                          | Antal             | Andel (%)         |
| ---------------------------------------------- | ----------------- | ----------------- |
| Hela befolkningen                              | 305 274           | 100,0             |
| Inhemska språk totalt                          | 238 544           | 78,1              |
| Finska                                         | 218 392           | 71,5              |
| Svenska                                        | 20 136            | 6,6               |
| Samiska                                        | 16                | 0,0               |
| Främmande språk totalt                         | 66 730            | 21,9              |
| Ryska                                          | 9 863             | 3,2               |
| Estniska                                       | 5 758             | 1,9               |
| Arabiska                                       | 5 516             | 1,8               |
| Engelska                                       | 4 559             | 1,5               |
| Kinesiska                                      | 3 795             | 1,2               |
| Somaliska                                      | 3 158             | 1,0               |
| Persiska                                       | 3 073             | 1,0               |
| Albanska                                       | 3 054             | 1,0               |
| Kurdiska                                       | 2 116             | 0,7               |
| Tagalog                                        | 1 741             | 0,6               |
| Vietnamesiska                                  | 1 666             | 0,5               |
| Spanska                                        | 1 438             | 0,5               |
| Hindi                                          | 1 344             | 0,4               |
| Urdu                                           | 1 319             | 0,4               |
| Turkiska                                       | 1 216             | 0,4               |
| Bengali                                        | 1 159             | 0,4               |
| Språk med färre än 1 000 talare men fler än 10 | 15 878            | 5,2               |
| Språk med färre än 10 talare                   | 77                | 0,0               |

|  | Finska (71,5 %) |

|  | Svenska (6,6 %) |

|  | Samiska (0,0 %) |

|  | Främmande språk (21,9 %) |

|  | Finska (71,5 %) |

|  | Svenska (6,6 %) |

|  | Samiska (0,0 %) |

|  | Främmande språk (21,9 %) |

## Kultur

### Sevärdheter

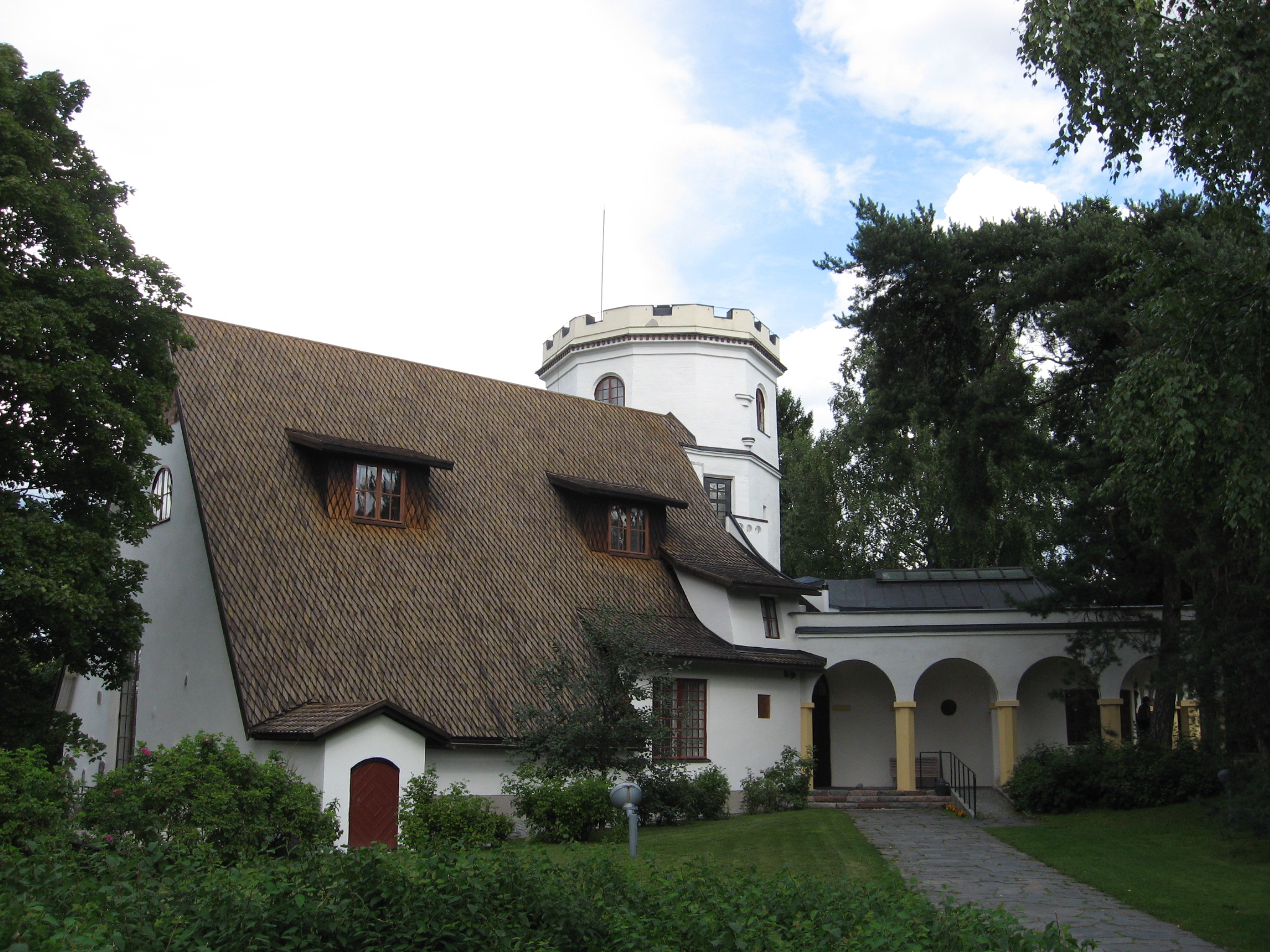
Tarvaspää, Gallen-Kallela museet

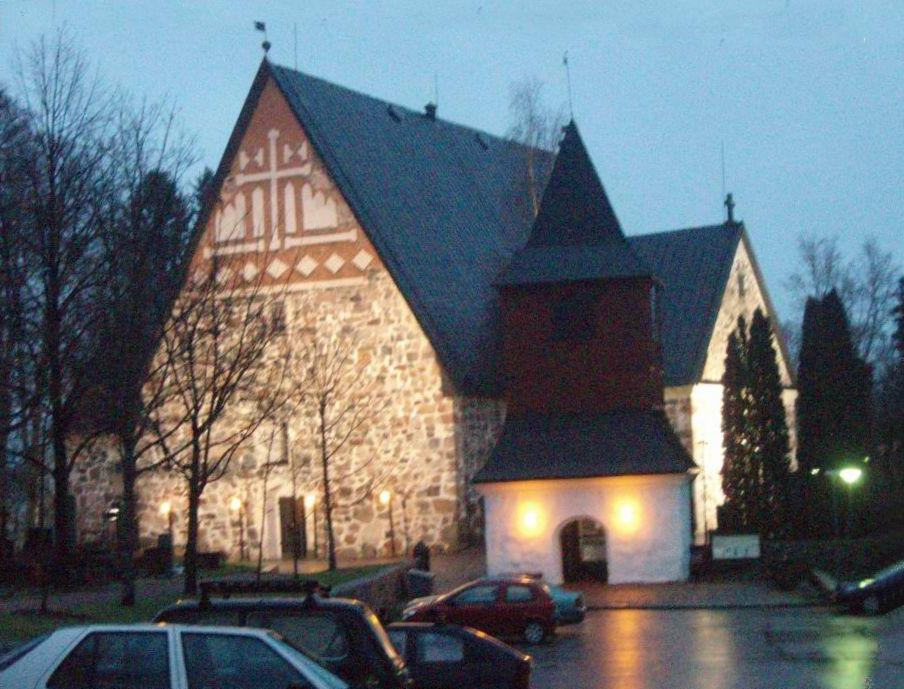
Esbo medeltida gråstenskyrka

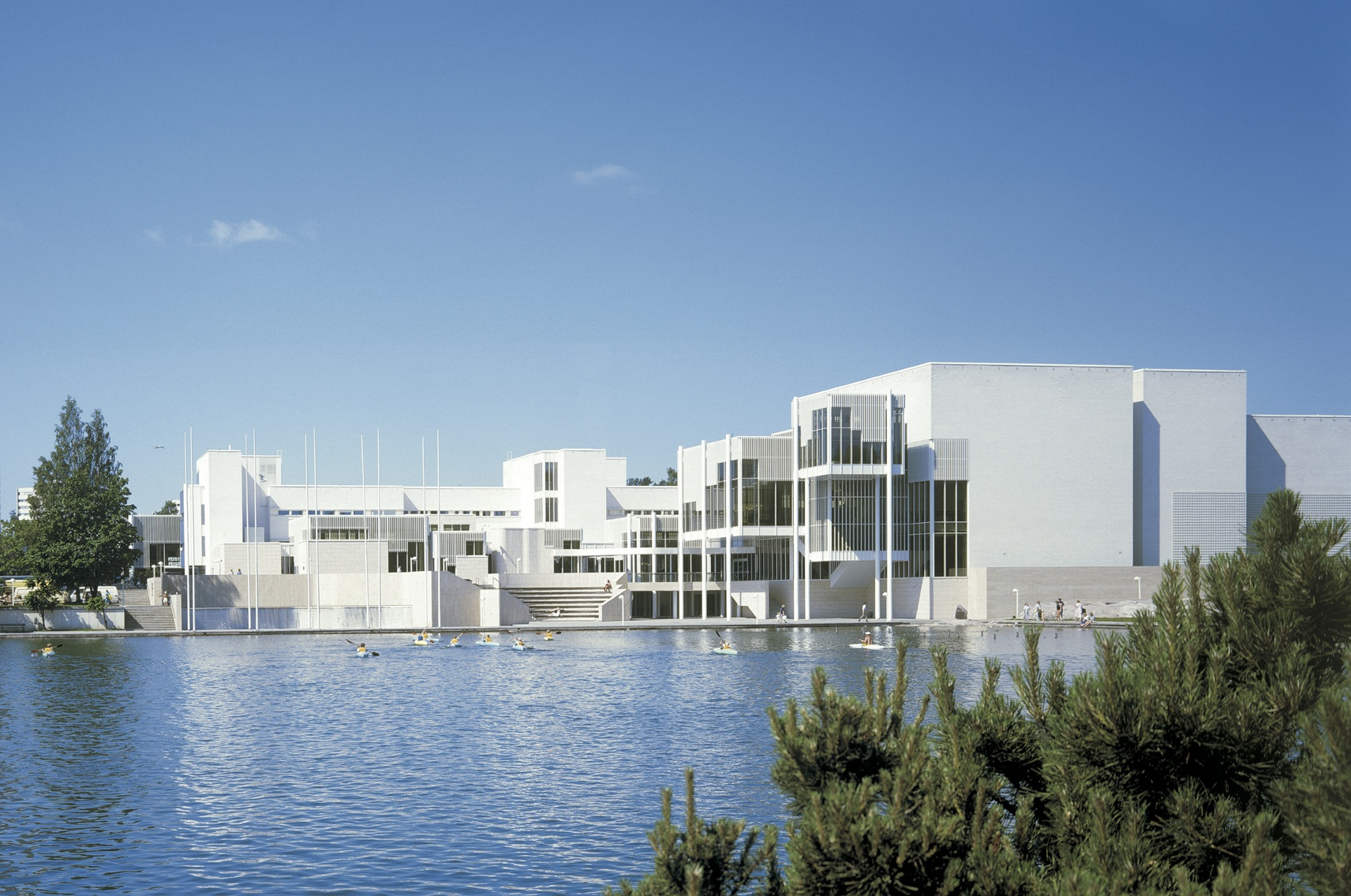
Esbo kulturcentrum i Hagalund

- Noux nationalpark som finns delvis i nordvästra Esbo
- Esbo domkyrka från 1400-talet
- WeeGee-huset med Esbo moderna konstmuseum
- Världens största bastu[12]

### Idrott
Som idrottsstad är Esbo mest känd för ishockeylaget Espoo Blues. Säsongen 2007-2008 tog sig laget till final i FM-ligan, men fick till slut nöja sig med en andraplats. Inom juniorishockeyn finns det många lag som utmärkt sig. Espoo Blues damlag har vunnit FM sju år i rad, men år 2006 bröts segersviten. Esbo har också många fotbollsföreningar som FC Kasiysi, EPS och FC Honka. Av dessa spelar enbart FC Honka i Tipsligan. Flera klubbar ägnar sig åt friidrott, bland andra EIF. Två paddlingsklubbar, Canoa och Espoon Eskimot är verksamma i Esbo och tre segelföreningar, EPS, Espoon Merenkävijät och Esbo Segelförening, vilka haft seglare med internationella framgångar.

## Kända personer från Esbo
- Henkka Blacksmith, basist i Children of Bodom
- Krista Kosonen, skådespelerska
- Pekka Kuusisto, violinist
- Alexi Laiho, gitarrist, sångare i Children of Bodom
- Jere Lehtinen, ishockeyspelare
- Petri Lindroos, sångare och gitarrist i bandet Ensiferum, tidigare Norther
- Marjo Matikainen-Kallström, politiker (MEP) och skidåkare
- Samer el Nahhal, basist i Lordi
- Jaska Raatikainen, trummis i Children of Bodom
- Kristian Ranta, gitarris i bandet Norther
- Kimi Räikkönen, racerförare
- Jussi Sydänmaa, gitarrist i Lordi
- Janne Warman, keyboardist i Children of Bodom